# Малі Івки
Малі І́вки (рос. Малые Ивки) — присілок у складі Нюксенського району Вологодської області, Росія. Входить до складу Городищенського сільського поселення.

## Населення
Населення — 3 особи (2010; 3 у 2002).
Національний склад (станом на 2002 рік):
- росіяни — 100 %